# Ita Wegman

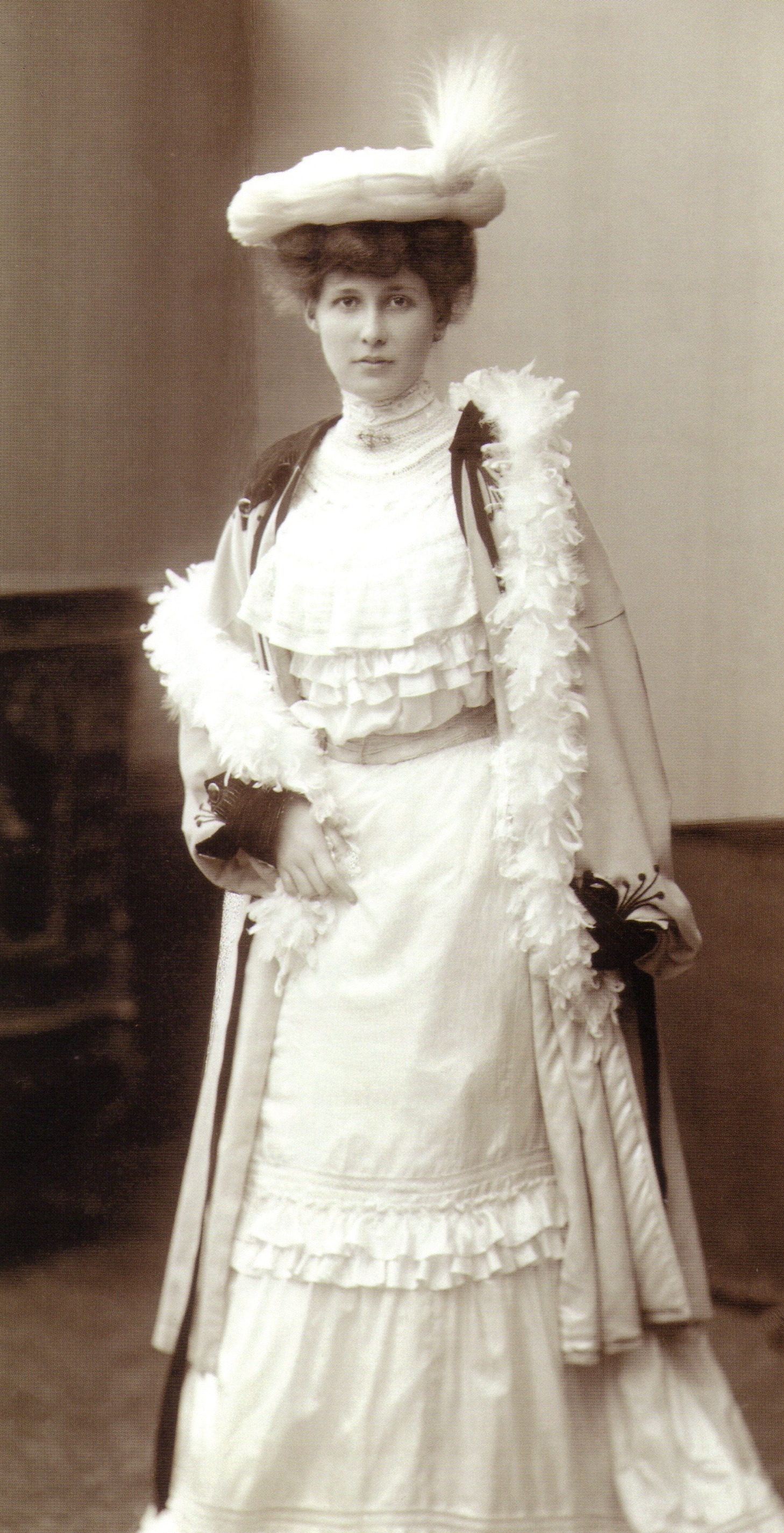
Ita Wegman

Maria Ita Wegman (Karawang (West-Java), 22 februari 1876 - Arlesheim (Zwitserland), 4 maart 1943) was een Nederlandse arts, antroposoof, theosoof en schrijver.
Wegman werd bekend als de medeoprichtster van de antroposofische geneeskunde in samenwerking met Rudolf Steiner. In 1921 richtte zij de eerste antroposofische medische kliniek op in Arlesheim, nu bekend als de Ita Wegman-Kliniek. Zij ontwikkelde een speciale vorm van massagetherapie genaamd ritmische massage.
Daarnaast stimuleerde (initieerde?) zij interdisciplinaire zorg door zowel artsen als therapeuten (bv. fysiotherapeuten, muziektherapeuten, verpleegkundigen) met elkaar samen te laten werken rondom de gezondheid en het welzijn van de patiënt.
In de laatste jaren van haar leven heeft zij tevens als schrijfster artikelen en essays geschreven voor het door haar opgerichte tijdschrift Natura.  

## Levensloop
Wegman werd geboren in het toenmalige Nederlands-Indië. Haar vader was beheerder van een suikerfabriek rond Krawang. Rond de eeuwwisseling keerde zij terug naar Europa en studeerde therapeutische gymnastiek en massage. In 1902 ontmoette zij Rudolf Steiner voor de eerste maal. Vijf jaar later begon zij met haar studie geneeskunde aan de Universiteit Zürich, waar dat toen voor vrouwen al mogelijk was. Zij haalde haar diploma in 1911, gespecialiseerd als vrouwenarts, en trad toe tot een bestaande praktijk.
In 1917, na opening van haar eigen praktijk, ontwikkelde zij een remedie tegen kanker gebaseerd op een extract van maretak, op aanwijzingen van Steiner. Deze remedie, die zij Iscar noemde, en die zich later ontwikkelde tot Iscador, is in een aantal landen een geaccepteerde alternatieve geneeswijze van kanker geworden.
Tevens stond zij aan de basis van de oprichting van het bedrijf Weleda dat zowel zelfzorg geneesmiddelen als verzorgingsproducten op natuurlijke basis produceert. 
Ita Wegman was kritisch. Samen met het andere Nederlandse bestuurslid Elisabeth Vreede werd ze in 1935 uit de Antroposofische Vereniging gezet, waar beiden bestuurslid van waren.

## Wetenswaardigheden
Ita Wegman is een van de antroposofen naar wie een straat is genoemd in de grote wijk Leesten in Zutphen. Het Ita Wegmanhof verbindt de Waldorfstraat en de Dornachstraat. Ook zijn een  gezondheidscentrum in Amsterdam, een onderzoekscentrum in Arlesheim en verschillende antroposofische scholen (Waldorfscholen) in Duitsland en Roemenië naar haar vernoemd.